# エオリンコケリス
エオリンコケリス（Eorhynchochelys）またはイオリンコケリス は三畳紀の中国に生息していた爬虫類。

## 命名
属名はeo（夜明け）、rhyncho（嘴）、chelys（カメ）の合成語で、嘴を持つ最古のカメの意。種小名sinensisは中国産の意。

## 特徴
全長1.8m-2.3m。
胴体は円盤型で尾が長い。大きな肋骨を持つが甲羅は持たない。嘴を持ち、口先の歯は喪失しており、口の奥には細かい歯がある。 眼窩の後ろに側頭窓を一つ持つ。
詳しい生態は不明であるが、おそらく水中生で、浅瀬で生活し泥を掘って食料を探していたと考えられる。

## 系統
パッポケリスからオドントケリスへの進化の過渡期にあたる存在で、パッポケリスと姉妹群を成す。